# بانوی شرور (فیلم ۱۹۸۳)
بانوی شرور یا بانوی بدجنس (به انگلیسی: The Wicked Lady) فیلمی محصول سال ۱۹۸۳ و به کارگردانی مایکل وینر است. در این فیلم بازیگرانی همچون فی داناوی، آلن بیتس، جان گیلگد، دنهلم الیوت، هیو میلیاس، پرونلا اسکیلز، الیور توبیاس، گلینیس باربر، جوان هیکسون، درک فرانسیس، مارینا سرتیس، جان ساویدنت و مارک برنس ایفای نقش کرده‌اند.